# Poznańskie Centrum Superkomputerowo-Sieciowe

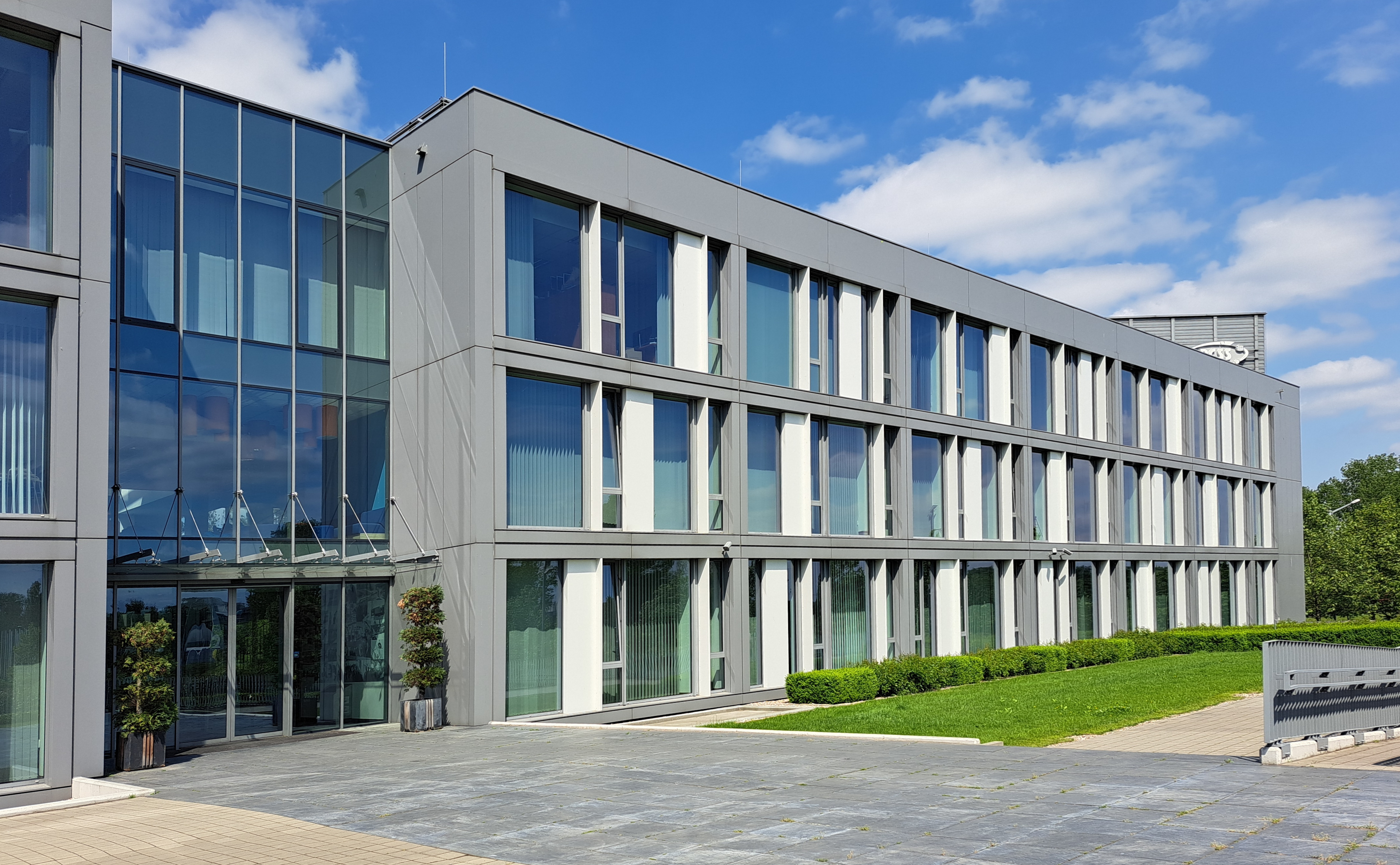
Siedziba PCSS

Poznańskie Centrum Superkomputerowo-Sieciowe (PCSS) – centrum naukowo-badawcze afiliowane przy Instytucie Chemii Bioorganicznej PAN. Jest jednym z polskich Centrów Komputerów Dużej Mocy.
PCSS zarządza siecią PIONIER (Polski Internet Optyczny), która łączy wszystkie jednostki naukowe (uczelnie, instytuty badawcze) za pomocą sieci miejskich. Jednym z głównych zadań operacyjnych PCSS jest także dostarczanie infrastruktury obliczeniowej oraz zaawansowanych usług związanych z przetwarzaniem danych czy udostępnianiem systemów archiwizacji o dużych pojemnościach.
Inicjatorami utworzenia PCSS byli prof. Jacek Rychlewski, prof. Jan Węglarz (który został pierwszym Pełnomocnikiem Dyrektora IChB PAN ds. PCSS) i dr Maciej Stroiński, a z propozycją afiliowania go przy IChB PAN wyszedł prof. Andrzej Legocki. Siedziba mieściła się początkowo w Ośrodku Nauki PAN przy ul. Wieniawskiego 17/19, a od 2015 r. siedzibą główną Centrum Badawczego Polskiego Internetu Optycznego. 

## Główne funkcje
- operator sieci miejskiej POZMAN (Poznań Metropolitan Area Network),
- operator krajowej sieci PIONIER (Polski Internet Optyczny),
- ośrodek obliczeniowy,
- centrum integracyjne badań naukowych,
- ośrodek badawczo-rozwojowy w zakresie nowoczesnej struktury informatycznej: sieciowej i obliczeniowej,
- operator lokalnego węzła głównego serwera k.root-servers.net DNS.

## Piony
- Pion Zastosowań
- Pion Technologii Przetwarzania Danych
- Pion Technologii Sieciowych
- Pion Usług Sieciowych

## Usługi
- obliczenia dużej mocy,
- usługi komunikacyjne (poczta elektroniczna, telekonferencje, WWW, Usenet itp.),
- archiwizacja plików,
- regionalne bazy danych (biblioteczne oraz informacji naukowej),
- usługi specjalizowane (laboratoria multimedialne w zakresie wizualizacji i animacji),
- dystrybucja i serwis oprogramowania.

## Projekty
Ważniejsze projekty, które PCSS tworzy, lub w których bierze udział to:

- E-podręczniki[5]
- dLibra
- dMuseion
- GÉANT
- Gilgamesh
- GridLab
- Global Grid Forum
- Krajowy klaster obliczeniowy
- Interkl@sa
- MIM (Miejski Informator Multimedialny)
- VUS (Virtual Users Account System)
- VALIS (IDS)
- SAA (System Automatycznej Archiwizacji)
- CrossGrid
- Progress
- WebSklep
- VLAB (Virtual Laboratory)
- SGI Grid
- CLUSTERIX
- g-Eclipse
- Enabling Grids for E-SciencE
- int.eu.grid (Interactive European Grid)
- RINGrid
- Krajowy Magazyn Danych
- HIPERMED[6]
- TEFIS[7]
- EXPERIMEDIA[8]